# 寶馬山
座標: 北緯22度17分3.33秒 東経114度12分1.75秒 / 北緯22.2842583度 東経114.2004861度
宝馬山（ほうまさん、広東語読み: ポウマーサン、英語名: ブレーマーヒル、Braemar Hill）は、香港、香港島北東部の住宅地区である。行政区では、東区に属する。

## 概要
香港島の北東部に位置し、北角（North Point）から坂を上がった高台に広がる邸宅街である。
鉄道交通はなく、もっぱらバスによる交通であるが、地域内にバスターミナルがあり、中環など都心への交通の便はよい。
高台には、賽西湖大廈（Braemar Hill Mansion）という大規模な中高層住宅の団地がひろがっている。
地区内には、香港樹仁大学や、鰂魚涌学校（Quarry Bay School）、漢基国際学校（Chinese International School）など多くの学校がある。